# Story of Wine
 (janvier 2023).
Si vous disposez d'ouvrages ou d'articles de référence ou si vous connaissez des sites web de qualité traitant du thème abordé ici, merci de compléter l'article en donnant les références utiles à sa vérifiabilité et en les liant à la section « Notes et références ».
Pour plus de détails, voir Fiche technique et Distribution.
Story of Wine (hangeul : 스토리 오브 와인 ; RR : Seutori obeu wain, littéralement « Histoire de vin ») est un film mélodramatique sud-coréen coécrit et réalisé par Lee Cheol-ha, sorti en 2008.

## Fiche technique
- Titre : Story of Wine
- Titre original : 스토리 오브 와인
- Réalisation : Lee Cheol-ha
- Scénario : Lee Cheol-ha et Kwonji Nil
- Direction artistique : Jang Jae-jin
- Décors : Lee Seung-mi
- Costumes : Chae Kyeong-hwa
- Photographie : Kim Min
- Montage : Lee Sang-koo et Lee Jin
- Musique : Choi Yong-rock
- Production : Kim Hyo-jung
- Société de production : Sidus FnH
- Société de distribution : Sidus Pictures
- Pays de production :  Corée du Sud
- Langue officielle : coréen
- Format : couleur
- Genre : mélodrame
- Durée : 96 minutes
- Dates de sortie :
  - Corée du Sud : 13 novembre 2008